# Huya
Das Buch Huya (chinesisch 湖雅 „Feines aus Hu“, d. h. aus der Stadt Huzhou in Zhejiang, China) wurde von Wang Rizhen 王日桢 (1813–81) in der Zeit der Qing-Dynastie verfasst. Es ist ein Kompendium zur Realienkunde und gehobenen materiellen Kultur der Region von Huzhou (Provinz Zhejiang), das die verschiedensten Rohstoffe und Produkte dieser Gegend beschreibt. Fertiggestellt wurde es im Jahr 1872, erstmals gedruckt 1877.
Es ist eine erstrangige Quelle zur Geschichte der chinesischen Ess- und Trinkkultur.
Während die meisten dort produzierten Erzeugnisse im Allgemeinen namentlich auch in anderen Werken benannt sind, liefert sein Kapitel 8 wichtige Informationen zu den Zubereitungsverfahren der Regionalküche von Zhejiang in diesem Teil der Provinz während der Mandschu-Dynastie, insbesondere zu Gärungsverfahren (zaoniang 造酿) sowie zu Feindämpfwaren aus Weizenmehl und Reis bzw. Klebreis sowie zu Feinbackwaren aus der Pfanne (und allem anderen, was sich hinter dem weiten chinesischen Begriff bing’er 饼饵 noch verbirgt) sowie zu exquisiten Breigerichten (zhoufan 粥饭). In diesem Kapitel werden über 100 verschiedene Speisen behandelt.
Seine Beschreibungen der Herstellung der vielfältigen Bohnenquark-Produkte (d. h. aus weiterverarbeitetem Bohnenquark hergestellte Produkte) lassen erkennen, dass die Vielfalt und Raffinesse der fermentierten und unfermentierten chinesischen Bohnenquark-Produkte und ihrer Terminologie aus westlichen Darstellungen bislang nur dunkel zu erahnen sind. Dies liegt unter anderem daran, dass die westliche Fachliteratur zumeist durch die geschmacklich und ästhetisch von ganz anderen Idealen geprägte japanische bzw. japanisch beeinflusste Tofu-Kultur und -Literatur beeinflusst ist, worauf bereits das aus dem Japanischen entlehnte Wort Tofu hinweist.

## Anmerkung zum Buchtitel
Der aus den beiden Schriftzeichen 湖 (hú) und 雅 (yǎ) zusammengesetzte Buchtitel Huya, den wir mit „Feines aus Hu“ übersetzt haben, weist zum einen auf die Stadt Huzhou in Zhejiang hin, des Weiteren auf das Wort ya, wie es auch in weiteren Buchtiteln – wie z. B. Erya yi, Piya usw. – verwendet wird, und das „Feinheit, Eleganz“ bedeutet.

## Ausgaben
Zuerst gedruckt im Jahr 1877 der Guangxu-Ära, es fand Aufnahme in der modernen japanischen Büchersammlung Chugoku shokkei sosho zur alten chinesischen Kochkunst.